# Ruperto Godoy
Ruperto Godoy (San Juan, 1803 - 1873) fue un político argentino, miembro del Congreso que sancionó la Constitución Argentina de 1853 y gobernador de San Juan en 1869.

## Biografía
Viajó en 1820 a Buenos Aires, donde se estableció, para iniciarse como comerciante. Al año siguiente, junto con Juan Crisóstomo Lafinur, Diego Alcorta, y Francisco Pico, fundó la Logia "Valeper", literaria y masónica. Sus miembros más conocidos fueron Valentín Alsina e Ireneo Portela.
Vuelto a su provincia en 1824, fundó el periódico El Eco de los Andes, que llegó a publicar sesenta ediciones; su nombre sería utilizado por los descendientes de su socio a partir de 1874. Más tarde se estableció en Copiapó (Chile), donde logró llegar a ser muy rico explotando minas de cobre.
Vendió todo y regresó a San Juan en 1846, donde continuó dedicado a la minería. Se hizo amigo de un núcleo de liberalismo, tolerado por los federales y por el gobernador Nazario Benavídez.
Después de la batalla de Caseros, los liberales derrocaron en ausencia a Benavídez y nombraron diputados al Congreso Constituyente de Santa Fe a Domingo Faustino Sarmiento y Antonino Aberastain. Pero Benavídez recuperó el poder con apoyo del presidente Urquiza, y Sarmiento fue expulsado de su cargo por haber apoyado la revolución del 11 de septiembre de 1852 en Buenos Aires. Aberastain no se atrevió a marchar hacia Santa Fe, nombrando en  su reemplazo a Godoy.
El papel de Godoy en el Congreso fue de perfil muy bajo, y se dijo que se limitó a firmar el texto definitivo. Mientras tanto, escribía a Sarmiento describiendo meticulosamente las sesiones y sus miembros, en unas cartas sólo se conocen por referencia del después presidente.
Durante los años siguientes fue un líder menor del liberalismo sanjuanino, que se vio mezclado en el asesinato de Benavídez. En 1860, la revolución unitaria que derrocó y asesinó a José Antonio Virasoro lo nombró presidente de la legislatura; fue Godoy quien proclamó gobernador a Aberastain. El interventor federal Juan Saá (gobernador de la provincia de San Luis) ocupó militarmente la provincia. Mientras Aberastain salía a enfrentarlo en la batalla de Rinconada del Pocito, Godoy asumió como sustituto. Pero la batalla fue un desastre, y Aberastain fue asesinado. Saá ocupó la capital provincial y sencillamente ignoró al gobernador suplente, que se retiró a su casa.
Después de la batalla de Pavón, el ejército porteño ocupó San Juan al mando de Sarmiento. Como el gobernador huyera, los liberales nombraron en su reemplazo al presidente de la legislatura "legítima", Godoy, como interino (había otra, que había elegido a Virasoro, pero los liberales la consideraban ilegítima porque era federal). Este ordenó la reunión de esa legislatura, que bajo su presidencia eligió gobernador a Sarmiento. Este lo nombró su ministro de gobierno. Ejerció ese cargo también con su sucesor Camilo Rojo.
Volvió a ser gobernador provisorio en marzo de 1869, después de la caída del gobernador José Manuel Zavalla, y entregó el gobierno a José María del Carril. Durante esos años fue también miembro de la legislatura, cargo que ocupó casi hasta su fallecimiento, ocurrido en abril de 1873.